# Uniforme de la selección de fútbol de Turquía
El patrocinador del Uniforme oficial de la selección de fútbol de Turquía es producido por Nike. Las camisetas de la selección nacional de fútbol de Turquía constan de los colores de la bandera de Turquía son de peso blanco y rojo. El uniforme de la selección nacional de fútbol de Turquía de los años 1982-2003 (más de 21 años) fue fabricado por la empresa Adidas. 

## Evolución del uniforme

### Local
| Uniforme Local Clásico | 1994-96 | 1996-98 | 1998-00 | 2000-02 | 2002-03 | 2003-04 | 2004-06 | 2006-08 |

| 2008-10 | 2010-12 | 2012-14 | 2014-16 | 2016-18 | 2018-20 | 2020-2022 | 2022-2024 | 2024-Actual |

### Visitante
| Visita Clásico | 1994-96 | 1996-98 | 1998-00 | 2000-02 | 2002-03 | 2003-04 | 2004-06 | 2006-08 |

| 2008-10 | 2010-12 | 2012-14 | 2014-16 | 2016-18 | 2018-20 | 2020-2022 | 2022-2024 | 2024-Actual |

### Combinaciones
| 2002 vs Costa Rica | 2002 vs Japón | 2003 vs Irlanda | 2004-2005 vs Corea del Sur y Alemania | 2008-2009 | 2014 vs Islandia | 2016 vs Austria | 2016 vs España | 2016 vs República Checa |

| 2016 vs Islandia | 2016 vs Kosovo | 2017 vs Kosovo | 2017 vs Finlandia | 2019 vs Francia | 2022 | 2023 vs Alemania |

### Portero
| 1994-96 | 1994-96 | 1996-98 | 1996-98 | 1996-98 | 1996-98 | 1996-98 | 1996-98                   | 1996-98                                    | 1998-00                         |
| 1998-00 | 1998-00 | 2000-01 | 2000-01 | 2001-02 | 2002    | 2002    | 2003 Rüştü, vs Inglaterra | 2003 vs Estados Unidos, Camerún y Colombia | 2003 Rüştü, vs Brasil y Francia |
| 2003-04 | 2003-04 | 2003-04 | 2004-06 | 2004-06 | 2004-06 | 2004-06 | 2006-08                   | 2006-08                                    | 2006-08                         |
| 2008-10 | 2008-10 | 2008-10 | 2010-12 | 2010-12 | 2010-12 | 2012-14 | 2012-14                   | 2012-14                                    | 2014-16                         |
| 2014-16 | 2014-16 | 2016-18 | 2016-18 | 2016-18 | 2018-20 | 2018-20 | 2018-20                   | 2020-22                                    | 2020-22                         |
| 2020-22 |         |         |         |         |         |         |                           |                                            |                                 |

## Proveedores
| Proveedor | Periodo       |
| --------- | ------------- |
| Adidas    | 1982–2003     |
| Nike      | 2003–presente |